# Природопользование
Природопо́льзование (управление природными ресурсами) — использование природных ресурсов в процессе хозяйственной деятельности с целью достижения определённого экономического эффекта. Совокупность способов использования природных ресурсов и мер по их сохранению.

## Описание
Использование природной среды для удовлетворения потребностей общества, наука о рациональном (для соответствующего исторического момента) использовании природных ресурсов обществом — комплексная дисциплина, включающая элементы естественных, общественных и технических наук.
Природопользование подразделяется на рациональное и нерациональное.
При рациональном природопользовании осуществляется максимально полное удовлетворение потребностей в материальных благах при сохранении экологического баланса и возможностей восстановления природно-ресурсного потенциала. Поиск такого оптимума хозяйственной деятельности для конкретной территории или объекта является важной прикладной задачей науки природопользования. Достижение данного оптимума получило название «устойчивое развитие».
При нерациональном природопользовании происходит экологическая деградация территории и необратимое исчерпание природно-ресурсного потенциала.

## Учебная дисциплина
Большое значение в формировании нового мышления в отношении к природе имеет изучение общепрофессиональной образовательной дисциплины «Природопользование», рассматривающей один из актуальных аспектов проблемы постиндустриального развития общества — объективная оценка состояния и оптимизация использования природных ресурсов и условий окружающей природной среды, их охраны и воспроизводства.
Н. И. Куражковский в 1958 году писал, что природопользование — это самостоятельная научно-производственная дисциплина, занимающееся разработкой общих принципов осуществления всякой деятельности, связанной либо с непосредственным пользованием природой и её ресурсами, либо с изменяющими её воздействиями.
Человек, вооруженный техникой и стремящийся к максимальному потреблению, стал самым опасным живым существом на планете Земля. Он не только уничтожает другие виды животных и растений, но и изобретает все более разрушительные виды оружия массового поражения, включая ядерное, бактериологическое, химическое, тектоническое, климатическое и др.
Необходимость изменения поведения человечества приводит к появлению нового «экологического» стиля мышления и экологизации всей системы знаний. Экология внедряется не только в естественнонаучные или технические дисциплины, но и в гуманитарные. Экологизация экономики привела к формированию нескольких новых областей исследования, соответствующих различным стадиям процесса природопользования.
Области изучения природопользования:
1. экономика природных ресурсов — изучает проблемы эффективного использования природных ресурсов в условиях различных типов экономик и различных природно-климатических зон Земли. Эта область изучает экономику первой стадии процесса природопользования — стадии извлечения и переработки природных ресурсов.
2. экономика загрязнения (экономика удаления отходов) — исследует процессы использования такого особого природного ресурса, как ассимиляционный (поглощающий) потенциал природы. Важно, какой объём загрязнения причиняет минимальный ущерб природе и с помощью каких экономических механизмов можно оптимально использовать её поглощающий потенциал. Исследования в области экономики загрязнения имеют дело со второй стадией природопользования — удалением отходов производства.
3. экономика природовосстановления и природоохраны — изучает экономические особенности третьей стадии природопользования, связанной с восстановлением и охраной природных богатств.

На географическом факультете МГУ с начала 2000-х годов (Кафедра рационального природопользования) переподаётся курс «История природопользования: взаимоотношения человека и природы».

## Экономика природопользования
Существуют три основные парадигмы «экономики природопользования».
- Первая парадигма основана на идее о том, что наилучшим является минимальное использование природных ресурсов. Согласно принципу «минимизации воздействия», права на использование ресурсов должны находиться в руках локальных групп населения, то есть людей, проживающих в небольших поселениях и заинтересованных в том, чтобы жить в гармонии с природой.
- Вторая парадигма базируется на идее оптимального использования природных ресурсов. Под оптимальностью понимается извлечение из природы такого объёма ресурсов, которое позволяет каждому члену растущего общества неуклонно повышать уровень своего благосостояния (небольшой, но одинаковый прирост ежегодного потребления для общества).
- Третья парадигма базируется на принципе максимизации использования природных ресурсов для максимально возможного увеличения благосостояния населения. Согласно этой парадигме, все члены общества стремятся к максимизации использования природных ресурсов.